# Spirit: Avventure in libertà
Spirit: Avventure in libertà (Spirit Riding Free) è una serie animata statunitense, creata in computer grafica, prodotta da DreamWorks Animation e distribuita da Netflix, basata sul film d'animazione del 2002, candidato all'Oscar, Spirit - Cavallo selvaggio.
La serie è stata pubblicata a stagioni su Netflix negli Stati Uniti a partire dal 5 maggio 2017. L'edizione italiana è stata trasmessa su DeA Kids a partire dall'11 settembre 2017. Successivamente è stata pubblicata in streaming su Netflix dal 25 maggio 2018 ed è stata replicata in chiaro su Super! dal 18 giugno 2018.

## Trama
Lucky è una ragazzina dodicenne che dopo aver vissuto la propria infanzia in città si trasferisce a Miradero, piccolo paesino di frontiera dove suo padre, Jim Prescott, è stato chiamato a costruire la nuova ferrovia con la sua società JP & Sons Railroad.
In realtà Lucky è nata proprio a Miradero ed è qui che sua madre e suo padre si sono conosciuti. Dopo aver trascorso oltre dieci anni in città, riadattarsi alla vita di campagna e abbandonare le vecchie abitudini cittadine è tutt'altro che facile. Tanto più che i nuovi compagni di classe sembrano non capirla né accettarla.
Per fortuna, però, Lucky incontra Spirit, un cavallo selvaggio e ribelle portato a Miradero per poter essere addomesticato. I due fanno piano piano breccia l'uno nel cuore dell'altro per presto divenire inseparabili. E sarà proprio grazie a Spirit che Lucky riuscirà ad abituarsi alla sua nuova vita e conquistarsi l'affetto di Pru, Abigail e dei loro amati cavalli, un palomino-femmina Chica Linda, e il puledro pezzato Boomerang.
Le tre ragazze assieme ai loro cavalli affronteranno tante avventure all'aria aperta, spesso coinvolgendo anche altri abitanti del paese, all'insegna di un'amicizia davvero fuori dal comune.
La serie, ambientata alla fine del XIX secolo, tratta di temi quali l'amicizia, la libertà contrapposta al controllo familiare e sociale, le differenze di classe, la crescita, la competizione, la responsabilità personale, ma anche temi più complessi come la scomparsa di una persona cara (Lucky perse sua madre all'età di due anni, quando era ancora troppo giovane per poterla conoscere), e la relazione dopo il primo matrimonio (Jim, il padre di Lucky, inizia una relazione con l'insegnante del paese, Miss Flores, che è orfana e rischia di compromettere la buona immagine della famiglia Prescott oltre ad essere, almeno inizialmente, invisa a Lucky).

## Personaggi
Lucky Prescott
Doppiata da: Amber Frank (ed. americana), Lucrezia Marricchi (ed. italiana)
Il suo nome completo è Fortuna Esperanza Navarro Prescott. È una ragazzina orfana di madre che si trasferisce dalla città alla frontiera con suo padre e sua zia. Testarda, determinata e cocciuta, Lucky è una leader naturale. Ha un talento con i cavalli, ereditato da sua madre Milagro. Il suo cavallo è il mustang Spirit (il suo vero nome è Spirit Jr, il figlio di Spirit e Pioggia).
Abigail Stone
Doppiata da: Bailey Gambertoglio (ed. americana), Emanuela Ionica (ed. italiana)
È una delle due migliori amiche di Lucky. È la più ingenua ed è sempre quella che cerca di vedere il lato positivo delle cose. Il suo cavallo è un pinto di nome Boomerang.
Pru Granger
Doppiata da: Sydney Park (ed. americana), Chiara Oliviero (ed. italiana)
Il cui nome completo è Prudence Granger, è la realista nel gruppo. Pru non ha paura di dire le cose in faccia alle persone e tende ad essere troppo impulsiva. Ha dimostrato in più occasioni, però, di essere coraggiosa e leale. Il suo cavallo è una palomino di nome Chica Linda.
Maricela Gutierrez
Doppiata da: Darcy Rose Byrnes (ed. americana), Agnese Marteddu (ed. italiana)
È la figlia del sindaco di Miradero, e per questo tende a darsi molte arie. Non le piacciono i cavalli e pensa che montare sia un'attività da persone di rango inferiore.
Jim Prescott
Doppiato da: Nolan North (ed. americana), Alessio Cigliano (ed. italiana)
Il suo nome completo è James Prescott Jr. Jim è l'amorevole e premuroso padre di Lucky. È rimasto vedovo quando sua figlia aveva due anni e da allora sua sorella lo ha aiutato a crescere Lucky. In ogni caso, Jim è un uomo di buon cuore e farebbe di tutto per le persone che ama.
Mary Pat
Doppiata da: Gabriella Graves (ed. americana), Alessia Amendola e Monica Volpe (ed. italiana)
Mary Pat è la sorella gemella di bianca.
Bianca
Doppiata da: Gabriella Graves (ed. americana), Valentina Pallavicino (ed. italiana)
È la sorella gemella di Mary Pat
Snips
Doppiato da: Duncan Joiner (ed. americana), Gabriele Meoni e Emanuele Suarez (ed. italiana)
È il fratello minore di Abigail ed è un combinaguai nato. Il suo migliore amico è un asino di nome Señor Carota.
Turo
Doppiato da: Andy Pessoa (ed. americana), Riccardo Suarez (ed. italiana)
È un maniscalco adolescente di Miradero. È buono e gentile ma anche un po' ingenuo.
Miss Flores
Doppiata da: Tiya Sircar (ed. americana), Eleonora De Angelis (ed. italiana)
La signorina Katherine Flores è l'insegnante di Lucky, nonché la fidanzata di Jim Prescott.
Zia Cora
Doppiata da: Kari Wahlgren (ed. americana), Ilaria Latini (ed. italiana)
Cora Thayer Prescott è l'autorevole e severa zia paterna di Lucky. Completamente fissata con il bon ton, Cora non approva molto spesso il carattere selvaggio e spontaneo di Lucky, ma vuole moltissimo bene a sua nipote e farebbe le cose più impensabili per lei.
Al
Doppiato da: Jonathan Craig Williams (ed. americana), Alberto Angrisano (ed. italiana)
Al Granger è il padre di Pru e gestore del ranch di Miradero.
Milagro Navarro
Doppiata da: Natalie Otano (ed. americana), Margherita De Risi (ed. italiana)

## Produzione
Sei episodi della prima stagione hanno debuttato il 5 maggio 2017. La serie è stata rinnovata per una seconda stagione che ha debuttato l'8 settembre 2017.  La serie è stata rinnovata per la terza stagione trasmessa il 17 novembre 2017. La serie è stata rinnovata per una quarta stagione che ha debuttato il 16 marzo 2018. Una quinta stagione della serie è stata trasmessa l'11 maggio 2018. Tutte queste stagioni sono state trasmesse, negli USA, su Netflix.

### Staff
La direttrice del doppiaggio per i primi tre episodi è stata Ginny McSwain; Katie McWane è subentrata come direttrice del doppiaggio in seguito.

## Episodi
| Stagioni               | Episodi | Prima TV USA | Prima TV Italia |
| ---------------------- | ------- | ------------ | --------------- |
| Prima stagione         | 6       | 2017         | 2017            |
| Seconda stagione       | 7       | 2017         | 2017            |
| Terza stagione         | 7       | 2017         | 2018            |
| Quarta stagione        | 6       | 2018         | 2018            |
| Quinta stagione        | 7       | 2018         | 2019            |
| Sesta stagione         | 6       | 2018         | 2019            |
| Settima stagione       | 7       | 2018         | 2019            |
| Ottava stagione        | 6       | 2019         | 2019            |
| I racconti di Spirit 1 | 6       | 2019         | 2019            |
| I racconti di Spirit 2 | 4       | 2019         | 2019            |
| L'accademia equestre 1 | 7       | 2020         | 2020            |
| L'accademia equestre 2 | 9       | 2020         | 2020            |

### Speciali
Nel corso della serie sono stati pubblicati, esclusivamente su Netflix, un doppio episodio speciale ed un episodio interattivo.
| Titolo originale                         | Titolo italiano                                                           | Pubblicazione   |
| ---------------------------------------- | ------------------------------------------------------------------------- | --------------- |
| Spirit Riding Free: Spirit of Christmas  | Spirit: Avventure in libertà - Lo spirito del Natale (speciale)           | 6 dicembre 2019 |
| Spirit Riding Free: Ride Along Adventure | Spirit: Avventure in libertà - Cavalca l'avventura (speciale interattivo) | 8 dicembre 2020 |

## Sigle

### Sigla iniziale
La sigla originale inglese utilizza una versione ridotta del brano Riding Free composto da Kari Kimmel ed originariamente interpretato da Maisy Stella.
È interpretata nelle prime quattro stagioni dalla stessa Kari Kimmel, nella quinta, nella sesta e  negli spin off I racconti di Spirit e L'accademia equestre da Amber Frank, Bailey Gambertoglio e Sydney Park (rispettivamente voci originali delle protagoniste della serie Lucky, Abigail e Pru), nella settima e nell'ottava da Angelic (Sophia Montero).
Nell'adattamento italiano sono state realizzate due versioni, entrambe traduzioni della sigla inglese. La prima, interpretata dai Raggi Fotonici (Laura Salamone), è stata trasmessa su DeaKids, mentre la seconda, interpretata da Mal e Thomas Bocchimpani, è stata trasmessa su Super!
Su Netflix viene usata la prima versione per le prime quattro stagioni, I racconti di Spirit e L'accademia equestre, mentre la seconda viene usata per le stagioni dalla quinta all'ottava.

### Sigla finale
Sia nella versione originale che nell'adattamento italiano viene utilizzato un arrangiamento strumentale della sigla iniziale.
Negli spin-off I racconti di Spirit e L'accademia equestre vengono invece utilizzati dei brani strumentali variabili basati sul motivo musicale di ciascun episodio.

## Home media

### DVD
Negli Stati Uniti le stagioni dalla prima alla quarta sono uscite in DVD nel 2018 (26 episodi) e quelle dalla quinta all'ottava nel 2019 (26 episodi). L'episodio speciale Spirit of Christmas è uscito sia in DVD che in Blu-ray nel 2021. Gli spin-off Pony Tales e Riding Academy invece non sono mai stati pubblicati.
In Italia la prima stagione (6 episodi) è uscita in DVD (regione 2 PAL) il 27 novembre 2018.
Successivamente è stata distribuita una nuova edizione contenente 13 episodi, corrispondenti alle prime due stagioni. Gli episodi dalla terza stagione in poi non sono stati pubblicati.
In Francia le prime otto stagioni della serie sono state pubblicate in quattro volumi contenenti due stagioni l'una (13 episodi), tra il 2017 e il 2019.
In Germania invece la serie è stata suddivisa in tre volumi: i primi due contengono 26 episodi ciascuno e corrispondono alle prime otto stagioni, mentre il terzo comprende l'episodio speciale Spirit of Christmas, la seconda stagione dello spin-off Pony Tales e le due stagioni di Riding Academy.

## Videogiochi
Il 5 dicembre 2019 è stato lanciato Spirit Trick Challenge, videogioco basato sulla serie disponibile per dispositivi mobili Android e iOS.
Il videogioco è stato successivamente ritirato nel gennaio 2024 e non è più disponibile per il download.

## Opere derivate
Nel 2021 è stato distribuito Spirit - Il ribelle, film d'animazione liberamente tratto dalla prima stagione della serie.
Il 12 febbraio 2022 è uscita su YouTube Spirit & Friends, una webserie basata sui protagonisti della serie, mai doppiata in italiano.